# Comité des forges
Pour les articles homonymes, voir CFF (homonymie).
 (mai 2016).
Le Comité des forges de France (CFF) est une ancienne organisation patronale française de la sidérurgie, dissoute par le gouvernement de Vichy en 1940. 

## Histoire

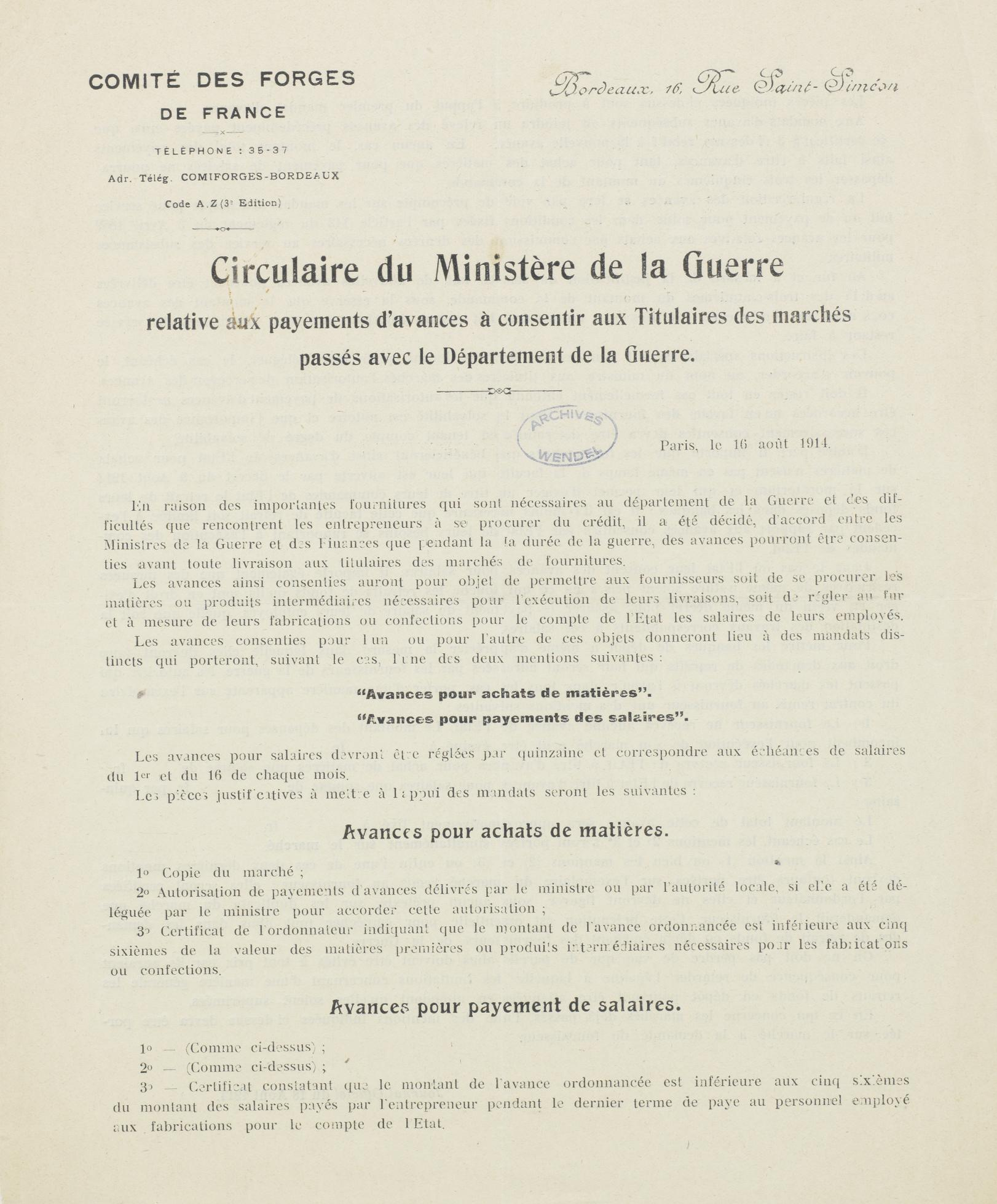
Circulaire du ministère de la Guerre, diffusée par le comité des forges de France, relative aux paiements d’avances à consentir aux titulaires des marchés passés avec le département de la Guerre. Paris, 16 août 1914. Archives nationales de France.

Malgré l'interdiction des organisations de salariés et de patrons par la loi Le Chapelier de 1791, plusieurs organisations patronales réunissent des maîtres de forges au cours de la première moitié du XIXe siècle. Avec l'abrogation du délit de coalition par la loi Ollivier de 1864, le Comité des forges est officiellement créé dès le 19 février 1864 lors d'une réunion organisée par des maîtres des forges, et plus particulièrement Eugène Ier Schneider et Charles de Wendel. Organisme d'étude et de défense des intérêts professionnels des grands industriels de la sidérurgie, sa création intervient à la suite du traité de libre-échange signé avec l'Angleterre en 1860, le traité Cobden-Chevalier qui menace leurs intérêts.
Ce Comité est réorganisé en 1887, devenant grâce à la loi Waldeck-Rousseau de 1884, un syndicat de défense des intérêts patronaux en réponse à la structuration du mouvement ouvrier français dans les années 1880. Il joue un rôle prépondérant dans l'organisation collective de la sidérurgie française, en particulier par le contingentement de la production et la répartition des marchés.
Le Comité est dissous par le gouvernement de Vichy en 1940. Celui-ci se justifie notamment en réutilisant les accusations des sidérurgistes allemands, qui reprochent aux maîtres de forges français leur médiocre gestion des usines mosellanes confisquées en 1918. Il est remplacé par le Comité d'organisation de la sidérurgie (Corsid), dont Jules Aubrun est le président. La Chambre syndicale de la sidérurgie française lui succéda en 1945 (Jules Aubrun en est également élu le premier président) et la Fédération française de l'acier en 1991.
Par ailleurs, le Comité est aussi considéré comme l'ancêtre de l'Union des industries et métiers de la métallurgie (UIMM), créée en 1901, à l'initiative de plusieurs membres du Comité des forges, dont notamment d'Eugène II Schneider.

### Présidents
- 1864-1868 : Eugène I Schneider
- 1868-1880 : direction assurée par une commission (Benoist d'Azy, de Beurges, Dreyfus, Glachant, Hamoir, de La Martellière et Waternau)
- 1880 : Adrien de Montgolfier-Verpilleux[réf. nécessaire]
- 1887- : Joseph Martelet
- 1890-1898 : René Reille
- 1898-1903 : Robert de Wendel
- 1903-1907 : Robert de Nervo
- 1907-1915 : Florent Guillain (également président de l'IUMM)
- 1915-1918 : Léopold Pralon (vice-président, assure la présidence par intérim)
- 1918-1940 : François de Wendel

## Iconographie
- La Fédération française de l'acier conserve un tableau d'Adolphe Déchenaud daté de 1914, représentant le Comité des forges. Il fut prêté à l'exposition La maison de Wendel, trois siècles d'industrie en Lorraine organisée au musée d'Orsay en 2004-2005, puis présentée à Hayange, cette œuvre représentant une vingtaine de maîtres de forges a été reproduit dans le journal Le Monde du 10 octobre 2007, article de Claire Guélaud Le cœur d'acier du patronat[6], (origine de la photographie : l'agence Roger-Viollet).

## Sources primaires imprimées
- Comité des forges, La Sidérurgie française (1864-1914), Paris, 1919, 626 p.
- Robert Pinot, Le Comité des forges de France au service de la Nation (août 1914-novembre 1918), 1929.